# Роберто Руссо
Роберто Руссо — італійський волейболіст, центральний блокувальник італійського клубу «Сір Сафети Суса» (Sir Safety Susa) з м. Перуджі та збірної Італії.

## Життєпис
Грав в італійських клубах ATS Pallavolo Partinico (2013—2014), Club Italia Roma B (2014—2016), Club Italia Crai Roma (2016—2018), «Консар» (Равенна, 2018—2019). Із сезону 2019—2020 є гравцем клубу з італійського міста Перуджі, який нині має назву «Сір Сафети Суса» (Sir Safety Susa). Є одноклубником капітана збірної України Олега Плотницького.

## Досягнення

### У збірній
- переможець першости світу 2022[2]

### У клубах
- переможець клубної першости світу 2022